# Улгий (сомон)
Улгий (Олгий) (монг.: Өлгий) — сомон аймаку Увс, Монголія. Площа 2,3 тис. км², населення 3,1 тис. чол. Центр сомону селище Хар Ус лежить за 1600 км від Улан-Батора, за 120 км від міста Улаангом.

## Рельєф
Неглибокі річки та озера.

## Клімат
Клімат різко континентальний. Щорічні опади на заході 150—200 мм, на сході 90—110 мм, середня температура січня −23°—24°С, середня температура липня +15°—18°С.

## Природа
Багатий на лікарські трави. Водяться вовки, лисиці, тарбагани, манули, зайці.

## Корисні копалини
Є запаси кам'яного вугілля, залізної руди, хімічної та будівельної сировини.

## Соціальна сфера
Є школа, лікарня, сфера обслуговування.